# Primetime Emmy-díj a legjobb rendezőnek (drámasorozat)
A legjobb rendezőnek (drámasorozat) járó Primetime Emmy-díjat 1955 óta adják át.
Néhány évben a műsoridő hossza, nem pedig műfaj alapján osztottak ki díjakat. 1979-ig a minisorozatok és tévéfilmek a drámasorozatokkal együtt versenyeztek a kategóriában.

## Győztesek és jelöltek
Győztes műsor és rendező

### 1980-as évek
| Év                                    | Cím                    | Rendező           | Adó |
| 1980 (32. gála)                       |                        |                   |     |
| ------------------------------------- | ---------------------- | ----------------- | --- |
| 1980 (32. gála)                       | Lou Grant              | Roger Young       | CBS |
| 1980 (32. gála)                       | Lou Grant              | Burt Brinckerhoff | CBS |
| 1980 (32. gála)                       | Lou Grant              | Peter Levin       | CBS |
| 1980 (32. gála)                       | Lou Grant              | Gene Reynolds     | CBS |
| 1980 (32. gála)                       | Skag                   | Frank Perry       | NBC |
| 1981 (33. gála)                       |                        |                   |     |
| Zsarublues (Hill Street Blues)        | Robert Butler          | NBC               |     |
| American Dream                        | Mel Damski             | ABC               |     |
| Lou Grant                             | Burt Brinckerhoff      | CBS               |     |
| Lou Grant                             | Gene Reynolds          | CBS               |     |
| Zsarublues (Hill Street Blues)        | Corey Allen            | NBC               |     |
| Zsarublues (Hill Street Blues)        | Georg Stanford Brown   | NBC               |     |
| 1982 (34. gála)                       |                        |                   |     |
| Fame                                  | Harry Harris           | NBC               |     |
| Fame                                  | Robert Scheerer        | NBC               |     |
| Lou Grant                             | Gene Reynolds          | CBS               |     |
| Zsarublues (Hill Street Blues)        | Jeff Bleckner          | NBC               |     |
| Zsarublues (Hill Street Blues)        | Robert Butler          | NBC               |     |
| 1983 (35. gála)                       |                        |                   |     |
| Zsarublues (Hill Street Blues)        | Jeff Bleckner          | NBC               |     |
| Fame                                  | Marc Daniels           | NBC               |     |
| Fame                                  | Robert Scheerer        | NBC               |     |
| The Mississippi                       | Leo Penn               | CBS               |     |
| 1984 (36. gála)                       |                        |                   |     |
| Zsarublues (Hill Street Blues)        | Corey Allen            | NBC               |     |
| Fame                                  | Robert Scheerer        | NBC               |     |
| Zsarublues (Hill Street Blues)        | Arthur Allan Seidelman | NBC               |     |
| Zsarublues (Hill Street Blues)        | Thomas Carter          | NBC               |     |
| 1985 (37. gála)                       |                        |                   |     |
| Cagney és Lacey (Cagney & Lacey)      | Karen Arthur           | CBS               |     |
| Miami Vice                            | Lee H. Katzin          | NBC               |     |
| Miami Vice                            | Paul Michael Glaser    | NBC               |     |
| Zsarublues (Hill Street Blues)        | Georg Stanford Brown   | NBC               |     |
| Zsarublues (Hill Street Blues)        | Thomas Carter          | NBC               |     |
| 1986 (38. gála)                       |                        |                   |     |
| Cagney és Lacey (Cagney & Lacey)      | Georg Stanford Brown   | CBS               |     |
| Amazing Stories                       | Steven Spielberg       | NBC Universal     |     |
| A simlis és a szende (Moonlighting)   | Will Mackenzie         | ABC               |     |
| A simlis és a szende (Moonlighting)   | Peter Werner           | ABC               |     |
| Zsarublues (Hill Street Blues)        | Gabrielle Beaumont     | NBC               |     |
| 1987 (39. gála)                       |                        |                   |     |
| L.A. Law                              | Gregory Hoblit         | NBC               |     |
| Cagney és Lacey (Cagney & Lacey)      | Sharron Miller         | CBS               |     |
| L.A. Law                              | Donald Petrie          | NBC               |     |
| A simlis és a szende (Moonlighting)   | Allan Arkush           | ABC               |     |
| A simlis és a szende (Moonlighting)   | Will Mackenzie         | ABC               |     |
| 1988 (40. gála)                       |                        |                   |     |
| Egy kórház magánélete (St. Elsewhere) | Mark Tinker            | NBC               |     |
| China Beach                           | Rod Holcomb            | ABC               |     |
| L.A. Law                              | Kim Friedman           | NBC               |     |
| L.A. Law                              | Gregory Hoblit         | NBC               |     |
| L.A. Law                              | Win Phelps             | NBC               |     |
| L.A. Law                              | Sam Weisman            | NBC               |     |
| 1989 (41. gála)                       |                        |                   |     |
| Tanner ’88                            | Robert Altman          | HBO               |     |
| L.A. Law                              | Eric Laneuville        | NBC               |     |
| L.A. Law                              | John Pasquin           | NBC               |     |
| Midnight Caller                       | Thomas Carter          | NBC               |     |
| thirtysomething                       | Scott Winant           | ABC               |     |

### 1990-es évek
| Év                                         | Magyar cím                                      | Eredeti cím         | Rendező       | Adó |
| 1990 (42. gála)                            |                                                 |                     |               |     |
| ------------------------------------------ | ----------------------------------------------- | ------------------- | ------------- | --- |
| 1990 (42. gála)                            |                                                 | Equal Justice       | Thomas Carter | ABC |
| 1990 (42. gála)                            |                                                 | thirtysomething     | Scott Winant  | ABC |
| 1990 (42. gála)                            |                                                 | L.A. Law            | Rick Wallace  | NBC |
| 1990 (42. gála)                            | Win Phelps                                      | L.A. Law            |               | NBC |
| 1990 (42. gála)                            | Twin Peaks                                      | Twin Peaks          | David Lynch   | ABC |
| 1991 (43. gála)                            |                                                 |                     |               |     |
|                                            | Equal Justice                                   | Thomas Carter       | ABC           |     |
|                                            | China Beach                                     | Mimi Leder          | ABC           |     |
|                                            | Cop Rock                                        | Gregory Hoblit      | ABC           |     |
|                                            | L.A. Law                                        | Tom Moore           | NBC           |     |
| 1992 (44. gála)                            |                                                 |                     |               |     |
|                                            | I'll Fly Away                                   | Eric Laneuville     | NBC           |     |
|                                            | China Beach                                     | Mimi Leder          | ABC           |     |
|                                            | L.A. Law                                        | Rick Wallace        | NBC           |     |
| Miért éppen Alaszka?                       | Northern Exposure                               | Jack Bender         | CBS           |     |
|                                            | The Trials of Rosie O'Neill                     | Nancy Malone        | CBS           |     |
| 1993 (45. gála)                            |                                                 |                     |               |     |
| Gyilkos utcák                              | Homicide: Life on the Street                    | Barry Levinson      | NBC           |     |
| Esküdt ellenségek                          | Law & Order                                     | Edwin Sherin        | NBC           |     |
| Az ifjú Indiana Jones kalandjai            | The Young Indiana Jones Chronicles              | Bille August        | ABC           |     |
|                                            | I'll Fly Away                                   | Eric Laneuville     | NBC           |     |
|                                            | Sirens                                          | Robert Butler       | ABC           |     |
|                                            | Sisters                                         | Nancy Malone        | NBC           |     |
| 1994 (46. gála)                            |                                                 |                     |               |     |
| New York rendőrei                          | NYPD Blue                                       | Daniel Sackheim     | ABC           |     |
| Lois és Clark: Superman legújabb kalandjai | Lois & Clark: The New Adventures of Superman    | Robert Butler       | ABC           |     |
| New York rendőrei                          | NYPD Blue                                       | Charles Haid        | ABC           |     |
| New York rendőrei                          | NYPD Blue                                       | Gregory Hoblit      | ABC           |     |
| New York rendőrei                          | NYPD Blue                                       | Michael M. Robin    | ABC           |     |
| 1995 (47. gála)                            |                                                 |                     |               |     |
| Vészhelyzet                                | ER                                              | Mimi Leder          | NBC           |     |
| Chicago Hope Kórház                        | Chicago Hope                                    | Lou Antonio         | CBS           |     |
|                                            | My So-Called Life                               | Scott Winant        | ABC           |     |
| New York rendőrei                          | NYPD Blue                                       | Mark Tinker         | ABC           |     |
| Vészhelyzet                                | ER                                              | Rod Holcomb         | NBC           |     |
| 1996 (48. gála)                            |                                                 |                     |               |     |
| Chicago Hope Kórház                        | Chicago Hope                                    | Jeremy Kagan        | CBS           |     |
|                                            | Murder One                                      | Charles Haid        | ABC           |     |
| New York rendőrei                          | NYPD Blue                                       | Mark Tinker         | ABC           |     |
| Vészhelyzet                                | ER                                              | Mimi Leder          | NBC           |     |
| Vészhelyzet                                | ER                                              | Christopher Chulack | NBC           |     |
| 1997 (49. gála)                            |                                                 |                     |               |     |
| New York rendőrei                          | NYPD Blue                                       | Mark Tinker         | ABC           |     |
| Vészhelyzet                                | ER                                              | Christopher Chulack | NBC           |     |
| Vészhelyzet                                | ER                                              | Rod Holcomb         | NBC           |     |
| Vészhelyzet                                | ER                                              | Tom Moore           | NBC           |     |
| X-akták: Egy erős dohányos emlékei         | The X-Files: Musings of a Cigarette Smoking Man | James Wong          | Fox           |     |
| 1998 (50. gála)                            |                                                 |                     |               |     |
|                                            | Brooklyn South                                  | Mark Tinker         | CBS           |     |
| New York rendőrei                          | NYPD Blue                                       | Paris Barclay       | ABC           |     |
| Chicago Hope Kórház                        | Chicago Hope                                    | Bill D'Elia         | CBS           |     |
| Vészhelyzet                                | ER                                              | Thomas Schlamme     | NBC           |     |
| X-akták: Posztmodern Prométheusz           | The X-Files: The Post-Modern Prometheus         | Chris Carter        | Fox           |     |
| 1999 (51. gála)                            |                                                 |                     |               |     |
| New York rendőrei                          | NYPD Blue                                       | Paris Barclay       | ABC           |     |
| Esküdt ellenségek                          | Law & Order                                     | Matthew Penn        | NBC           |     |
| Esküdt ellenségek / Gyilkos utcák          | Law & Order / Homicide: Life on the Street      | Edwin Sherin        | NBC           |     |
| Maffiózók                                  | The Sopranos                                    | David Chase         | HBO           |     |

### 2000-es évek
| Év                                              | Magyar cím                      | Eredeti cím           | Rendező         | Adó |
| 2000 (52. gála)                                 |                                 |                       |                 |     |
| ----------------------------------------------- | ------------------------------- | --------------------- | --------------- | --- |
| 2000 (52. gála)                                 | Az elnök emberei                | The West Wing         | Thomas Schlamme | NBC |
| 2000 (52. gála)                                 | Maffiózók                       | The Sopranos          | John Patterson  | HBO |
| 2000 (52. gála)                                 | Maffiózók                       | The Sopranos          | Allen Coulter   | HBO |
| 2000 (52. gála)                                 | Vészhelyzet                     | ER                    | Jonathan Kaplan | NBC |
| 2000 (52. gála)                                 | Vészhelyzet                     | ER                    | John Wells      | NBC |
| 2001 (53. gála)                                 |                                 |                       |                 |     |
| Az elnök emberei                                | The West Wing                   | Thomas Schlamme       | NBC             |     |
| Az elnök emberei                                | The West Wing                   | Laura Innes           | NBC             |     |
| Maffiózók                                       | The Sopranos                    | Tim Van Patten        | HBO             |     |
| Maffiózók                                       | The Sopranos                    | Steve Buscemi         | HBO             |     |
| Maffiózók                                       | The Sopranos                    | Allen Coulter         | HBO             |     |
| Vészhelyzet                                     | ER                              | Jonathan Kaplan       | NBC             |     |
| 2002 (54. gála)                                 |                                 |                       |                 |     |
| Sírhant művek                                   | Six Feet Under                  | Alan Ball             | HBO             |     |
| 24                                              | 24                              | Stephen Hopkins       | Fox             |     |
| Az elnök emberei                                | The West Wing                   | Paris Barclay         | NBC             |     |
| Az elnök emberei                                | The West Wing                   | Alex Graves           | NBC             |     |
| The Shield – Kemény zsaruk                      | The Shield                      | Clark Johnson         | FX              |     |
| 2003 (55. gála)                                 |                                 |                       |                 |     |
| Az elnök emberei                                | The West Wing                   | Christopher Misiano   | NBC             |     |
| 24                                              | 24                              | Ian Toynton           | Fox             |     |
| Maffiózók                                       | The Sopranos                    | John Patterson        | HBO             |     |
| Maffiózók                                       | The Sopranos                    | Tim Van Patten        | HBO             |     |
| Sírhant művek                                   | Six Feet Under                  | Alan Poul             | HBO             |     |
| 2004 (56. gála)                                 |                                 |                       |                 |     |
| Deadwood                                        | Deadwood                        | Walter Hill           | HBO             |     |
| Kés/Alatt                                       | Nip/Tuck                        | Ryan Murphy           | FX              |     |
| Maffiózók                                       | The Sopranos                    | Allen Coulter         | HBO             |     |
| Maffiózók                                       | The Sopranos                    | Tim Van Patten        | HBO             |     |
| Vészhelyzet                                     | ER                              | Christopher Chulack   | NBC             |     |
| 2005 (57. gála)                                 |                                 |                       |                 |     |
| Lost – Eltűntek: Túlélők                        | Lost: Pilot                     | J. J. Abrams          | ABC             |     |
| CSI: A helyszínelők                             | CSI: Crime Scene Investigation  | Quentin Tarantino     | CBS             |     |
| Deadwood                                        | Deadwood                        | Gregg Fienberg        | HBO             |     |
| Az elnök emberei                                | The West Wing                   | Alex Graves           | NBC             |     |
| A Grace klinika                                 | Grey's Anatomy                  | Peter Horton          | ABC             |     |
| Huff                                            | Huff                            | Scott Winant          | Showtime        |     |
| Ments meg!                                      | Rescue Me                       | Peter Tolan           | FX              |     |
| 2006 (58. gála)                                 |                                 |                       |                 |     |
| 24                                              | 24                              | Jon Cassar            | Fox             |     |
| Az elnök emberei                                | The West Wing                   | Mimi Leder            | NBC             |     |
| Hármastársak                                    | Big Love                        | Rodrigo Garcia        | HBO             |     |
| Lost – Eltűntek: Élj másokkal, halj meg egyedül | Lost: Live Together, Die Alone  | Jack Bender           | ABC             |     |
| Maffiózók                                       | The Sopranos                    | David Nutter          | HBO             |     |
| Maffiózók                                       | The Sopranos                    | Tim Van Patten        | HBO             |     |
| Sírhant művek                                   | Six Feet Under                  | Alan Ball             | HBO             |     |
| 2007 (59. gála)                                 |                                 |                       |                 |     |
| Maffiózók                                       | The Sopranos                    | Alan Taylor           | HBO             |     |
| Boston Legal – Jogi játszmák                    | Boston Legal                    | Bill D'Elia           | ABC             |     |
| Csillagközi romboló                             | Battlestar Galactica            | Félix Enríquez Alcalá | Sci Fi          |     |
| Friday Night Lights – Tiszta szívvel foci       | Friday Night Lights             | Peter Berg            | NBC             |     |
| Hősök: Teremtés                                 | Heroes: Genesis                 | David Semel           | NBC             |     |
| Lost – Eltűntek: Tükörországban                 | Lost: Through the Looking Glass | Jack Bender           | ABC             |     |
| A színfalak mögött                              | Studio 60 on the Sunset Strip   | Thomas Schlamme       | NBC             |     |
| 2008 (60. gála)                                 |                                 |                       |                 |     |
| Doktor House                                    | House                           | Greg Yaitanes         | Fox             |     |
| Boston Legal – Jogi játszmák                    | Boston Legal                    | Arlene Sanford        | ABC             |     |
| Breaking Bad – Totál szívás                     | Breaking Bad                    | Vince Gilligan        | AMC             |     |
| A hatalom hálójában                             | Damages                         | Allen Coulter         | FX              |     |
| Mad Men – Reklámőrültek                         | Mad Men                         | Alan Taylor           | AMC             |     |
| 2009 (61. gála)                                 |                                 |                       |                 |     |
| Vészhelyzet                                     | ER                              | Rod Holcomb           | NBC             |     |
| Boston Legal – Jogi játszmák                    | Boston Legal                    | Bill D'Elia           | ABC             |     |
| Csillagközi romboló                             | Battlestar Galactica            | Michael Rymer         | Sci Fi          |     |
| A hatalom hálójában                             | Damages                         | Todd A. Kessler       | FX              |     |
| Mad Men – Reklámőrültek                         | Mad Men                         | Phil Abraham          | AMC             |     |

### 2010-es évek
| Év                                  | Magyar cím                                 | Eredeti cím                  | Rendező             | Adó      |
| 2010 (62. gála)                     |                                            |                              |                     |          |
| ----------------------------------- | ------------------------------------------ | ---------------------------- | ------------------- | -------- |
| 2010 (62. gála)                     | Dexter                                     | Dexter                       | Steve Shill         | Showtime |
| 2010 (62. gála)                     | Breaking Bad – Totál szívás                | Breaking Bad                 | Michelle MacLaren   | AMC      |
| 2010 (62. gála)                     | Lost – Eltűntek: The End                   | Lost: The End                | Jack Bender         | ABC      |
| 2010 (62. gála)                     | Mad Men – Reklámőrültek                    | Mad Men                      | Lesli Linka Glatter | AMC      |
| 2010 (62. gála)                     | Treme                                      | Treme                        | Agnieszka Holland   | HBO      |
| 2011 (63. gála)                     |                                            |                              |                     |          |
| Boardwalk Empire – Gengszterkorzó   | Boardwalk Empire                           | Martin Scorsese              | HBO                 |          |
| Boardwalk Empire – Gengszterkorzó   | Boardwalk Empire                           | Jeremy Podeswa               | HBO                 |          |
| Borgiák                             | The Borgias                                | Neil Jordan                  | Showtime            |          |
| Gyilkosság                          | The Killing                                | Patty Jenkins                | AMC                 |          |
| Trónok harca: Közeleg a tél         | Game of Thrones: Winter Is Coming          | Tim Van Patten               | HBO                 |          |
| 2012 (64. gála)                     |                                            |                              |                     |          |
| Boardwalk Empire – Gengszterkorzó   | Boardwalk Empire                           | Tim Van Patten               | HBO                 |          |
| Breaking Bad – Totál szívás         | Breaking Bad                               | Vince Gilligan               | AMC                 |          |
| Downton Abbey                       | Downton Abbey                              | Brian Percival               | PBS                 |          |
| Homeland – A belső ellenség         | Homeland                                   | Michael Cuesta               | Showtime            |          |
| Mad Men – Reklámőrültek             | Mad Men                                    | Phil Abraham                 | AMC                 |          |
| 2013 (65. gála)                     |                                            |                              |                     |          |
| Kártyavár                           | House of Cards                             | David Fincher                | Netflix             |          |
| Boardwalk Empire – Gengszterkorzó   | Boardwalk Empire                           | Tim Van Patten               | HBO                 |          |
| Breaking Bad – Totál szívás         | Breaking Bad                               | Michelle MacLaren            | AMC                 |          |
| Downton Abbey                       | Downton Abbey                              | Jeremy Webb                  | PBS                 |          |
| Homeland – A belső ellenség         | Homeland                                   | Lesli Linka Glatter          | Showtime            |          |
| 2014 (66. gála)                     |                                            |                              |                     |          |
| True Detective – A törvény nevében  | True Detective                             | Cary Joji Fukunaga           | HBO                 |          |
| Boardwalk Empire – Gengszterkorzó   | Boardwalk Empire                           | Tim Van Patten               | HBO                 |          |
| Breaking Bad – Totál szívás         | Breaking Bad                               | Vince Gilligan               | AMC                 |          |
| Downton Abbey                       | Downton Abbey                              | David Evans                  | PBS                 |          |
| Kártyavár                           | House of Cards                             | Carl Franklin                | Netflix             |          |
| Trónok harca: A Fal őrzői           | Game of Thrones: The Watchers on the Wall  | Neil Marshall                | HBO                 |          |
| 2015 (67. gála)                     |                                            |                              |                     |          |
| Trónok harca: Az Anya irgalma       | Game of Thrones: Mother's Mercy            | David Nutter                 | HBO                 |          |
| Boardwalk Empire – Gengszterkorzó   | Boardwalk Empire                           | Tim Van Patten               | HBO                 |          |
| Homeland – A belső ellenség         | Homeland                                   | Lesli Linka Glatter          | Showtime            |          |
| A sebész                            | The Knick                                  | Steven Soderbergh            | Cinemax             |          |
| Trónok harca: Meg nem hajol…        | Game of Thrones: Unbowed, Unbent, Unbroken | Jeremy Podeswa               | HBO                 |          |
| 2016 (68. gála)                     |                                            |                              |                     |          |
| Trónok harca: Fattyak csatája       | Game of Thrones: Battle of the Bastards    | Miguel Sapochnik             | HBO                 |          |
| Downton Abbey                       | Downton Abbey                              | Michael Engler               | PBS                 |          |
| Homeland – A belső ellenség         | Homeland                                   | Lesli Linka Glatter          | Showtime            |          |
| Ray Donovan                         | Ray Donovan                                | David Hollander              | Showtime            |          |
| A sebész                            | The Knick                                  | Steven Soderbergh            | Cinemax             |          |
| Trónok harca: Az ajtó               | Game of Thrones: The Door                  | Jack Bender                  | HBO                 |          |
| 2017 (69. gála)                     |                                            |                              |                     |          |
| A szolgálólány meséje               | The Handmaid's Tale                        | Reed Morano                  | Hulu                |          |
| Better Call Saul                    | Better Call Saul                           | Vince Gilligan               | AMC                 |          |
| Homeland – A belső ellenség         | Homeland                                   | Lesli Linka Glatter          | Showtime            |          |
| A Korona                            | The Crown                                  | Stephen Daldry               | Netflix             |          |
| Stranger Things                     | Stranger Things                            | Duffer testvérek             | Netflix             |          |
| A szolgálólány meséje               | The Handmaid's Tale                        | Kate Dennis                  | Hulu                |          |
| Westworld                           | Westworld                                  | Jonathan Nolan               | HBO                 |          |
| 2018 (70. gála)                     |                                            |                              |                     |          |
| A Korona                            | The Crown                                  | Stephen Daldry               | Netflix             |          |
| Ozark                               | Ozark                                      | Jason Bateman                | Netflix             |          |
| Ozark                               | Ozark                                      | Daniel Sackheim              | Netflix             |          |
| Stranger Things                     | Stranger Things                            | Duffer testvérek             | Netflix             |          |
| A szolgálólány meséje               | The Handmaid's Tale                        | Kari Skogland                | Hulu                |          |
| Trónok harca: A Falon túl           | Game of Thrones: Beyond the Wall           | Alan Taylor                  | HBO                 |          |
| Trónok harca: A sárkány és a farkas | Game of Thrones: The Dragon and the Wolf   | Jeremy Podeswa               | HBO                 |          |
| 2019 (71. gála)                     |                                            |                              |                     |          |
| Ozark                               | Ozark                                      | Jason Bateman                | Netflix             |          |
| Megszállottak viadala               | Killing Eve                                | Lisa Brühlmann               | BBC America         |          |
| A szolgálólány meséje               | The Handmaid's Tale                        | Daina Reid                   | Hulu                |          |
| Trónok harca: A hosszú éjszaka      | Game of Thrones: The Long Night            | Miguel Sapochnik             | HBO                 |          |
| Trónok harca: Az utolsó Starkok     | Game of Thrones: The Last of the Starks    | David Nutter                 | HBO                 |          |
| Trónok harca: A Vastrón             | Game of Thrones: The Iron Throne           | David Benioff és D. B. Weiss | HBO                 |          |
| Utódlás                             | Succession                                 | Adam McKay                   | HBO                 |          |

### 2020-as évek
| Év                                                 | Magyar cím                                   | Eredeti cím                | Rendező             | Adó       |
| 2020 (72. gála)                                    |                                              |                            |                     |           |
| -------------------------------------------------- | -------------------------------------------- | -------------------------- | ------------------- | --------- |
| 2020 (72. gála)                                    | Utódlás                                      | Succession                 | Andrij Parekh       | HBO       |
| 2020 (72. gála)                                    | Homeland – A belső ellenség                  | Homeland                   | Lesli Linka Glatter | Showtime  |
| 2020 (72. gála)                                    | A Korona                                     | The Crown                  | Benjamin Caron      | Netflix   |
| 2020 (72. gála)                                    | A Korona                                     | The Crown                  | Jessica Hobbs       | Netflix   |
| 2020 (72. gála)                                    | The Morning Show                             | The Morning Show           | Mimi Leder          | Apple TV+ |
| 2020 (72. gála)                                    | Ozark                                        | Ozark                      | Alik Szaharov       | Netflix   |
| 2020 (72. gála)                                    | Ozark                                        | Ozark                      | Ben Semanoff        | Netflix   |
| 2020 (72. gála)                                    | Utódlás                                      | Succession                 | Mark Mylod          | HBO       |
| 2021 (73. gála)                                    |                                              |                            |                     |           |
| A Korona                                           | The Crown                                    | Jessica Hobbs              | Netflix             |           |
| Bridgerton                                         | Bridgerton                                   | Julie Anne Robinson        | Netflix             |           |
| A Korona                                           | The Crown                                    | Benjamin Caron             | Netflix             |           |
| A Mandalóri                                        | The Mandalorian                              | Jon Favreau                | Disney+             |           |
| A póz                                              | Pose                                         | Steven Canals              | FX                  |           |
| A szolgálólány meséje                              | The Handmaid's Tale                          | Liz Garbus                 | Hulu                |           |
| 2022 (74. gála)                                    |                                              |                            |                     |           |
| Nyerd meg az életed                                | Squid Game                                   | Hvang Donghjok             | Netflix             |           |
| Különválás                                         | Severance                                    | Ben Stiller                | Apple TV+           |           |
| Ozark                                              | Ozark                                        | Jason Bateman              | Netflix             |           |
| Túlélőjátszma                                      | Yellowjackets                                | Karyn Kusama               | Showtime            |           |
| Utódlás                                            | Succession                                   | Mark Mylod                 | HBO                 |           |
| Utódlás                                            | Succession                                   | Cathy Yan                  | HBO                 |           |
| Utódlás                                            | Succession                                   | Lorene Scafaria            | HBO                 |           |
| 2023 (75. gála)                                    |                                              |                            |                     |           |
| Utódlás                                            | Succession                                   | Mark Mylod                 | HBO                 |           |
| Andor                                              | Andor                                        | Benjamin Caron             | Disney+             |           |
| A Fehér Lótusz                                     | The White Lotus                              | Mike White                 | HBO                 |           |
| Rossz nővérek                                      | Bad Sisters                                  | Dearbhla Walsh             | Apple TV+           |           |
| The Last of Us                                     | The Last of Us                               | Peter Hoar                 | HBO                 |           |
| Utódlás                                            | Succession                                   | Andrij Parekh              | HBO                 |           |
| Utódlás                                            | Succession                                   | Lorene Scafaria            | HBO                 |           |
| 2024 (76. gála)                                    |                                              |                            |                     |           |
| A sógun                                            | Shōgun                                       | Frederick E. O. Toye       | FX                  |           |
| Győzelmi sorozat: A Lakers dinasztia felemelkedése | Winning Time: The Rise of the Lakers Dynasty | Salli Richardson-Whitfield | HBO                 |           |
| A Korona                                           | The Crown                                    | Stephen Daldry             | Netflix             |           |
| The Morning Show                                   | The Morning Show                             | Mimi Leder                 | Apple TV+           |           |
| Mr. & Mrs. Smith                                   | Mr. & Mrs. Smith                             | Hiro Murai                 | Prime Video         |           |
| Utolsó befutók                                     | Slow Horses                                  | Saul Metzstein             | Apple TV+           |           |

## Fordítás
- Ez a szócikk részben vagy egészben  a   Primetime Emmy Award for Outstanding Directing for a Drama Series című angol Wikipédia-szócikk ezen változatának fordításán alapul.  Az eredeti cikk szerkesztőit annak laptörténete sorolja fel. Ez a jelzés csupán a megfogalmazás eredetét és a szerzői jogokat jelzi, nem szolgál a cikkben szereplő információk forrásmegjelöléseként.